# F11R
F11R (англ. F11 receptor) – білок, який кодується однойменним геном, розташованим у людей на короткому плечі 1-ї хромосоми.  Довжина поліпептидного ланцюга білка становить 299 амінокислот, а молекулярна маса — 32 583.
| 10         |  | 20         |  | 30         |  | 40         |  | 50         |
| ---------- |  | ---------- |  | ---------- |  | ---------- |  | ---------- |
| MGTKAQVERK |  | LLCLFILAIL |  | LCSLALGSVT |  | VHSSEPEVRI |  | PENNPVKLSC |
| AYSGFSSPRV |  | EWKFDQGDTT |  | RLVCYNNKIT |  | ASYEDRVTFL |  | PTGITFKSVT |
| REDTGTYTCM |  | VSEEGGNSYG |  | EVKVKLIVLV |  | PPSKPTVNIP |  | SSATIGNRAV |
| LTCSEQDGSP |  | PSEYTWFKDG |  | IVMPTNPKST |  | RAFSNSSYVL |  | NPTTGELVFD |
| PLSASDTGEY |  | SCEARNGYGT |  | PMTSNAVRME |  | AVERNVGVIV |  | AAVLVTLILL |
| GILVFGIWFA |  | YSRGHFDRTK |  | KGTSSKKVIY |  | SQPSARSEGE |  | FKQTSSFLV  |

A: Аланін

C: Цистеїн

D: Аспарагінова кислота

E: Глутамінова кислота

F: Фенілаланін

G: Гліцин

H: Гістидин

I: Ізолейцин

K: Лізин

L: Лейцин

M: Метіонін

N: Аспарагін

P: Пролін

Q: Глутамін

R: Аргінін

S: Серин

T: Треонін

V: Валін

W: Триптофан

Кодований геном білок за функціями належить до рецепторів клітини-хазяїна для входу вірусу, рецепторів, фосфопротеїнів. 
Задіяний у таких біологічних процесах як взаємодія хазяїн-вірус, альтернативний сплайсинг. 
Локалізований у клітинній мембрані, мембрані, клітинних контактах, щільних контактах.